# Вила Ричо (Терамо)
Вила Ричо је насеље у Италији у округу Терамо, региону Абруцо.
Према процени из 2011. у насељу је живело 11 становника. Насеље се налази на надморској висини од 668 м.